# Schoenerupa
Schoenerupa és un gènere monotípic d'arnes de la família Crambidae. Conté només una espècie, Schoenerupa thermantis, que es troba a l'Equador.